# Anfiteatro de Deva
O Anfiteatro de Deva Vitoriosa ou somente Deva, também conhecido como Anfiteatro de Céstria, é um anfiteatro romano localizado na cidade de Céstria, no condado de Cheshire, na Inglaterra. O sítio é administrado pelo English Heritage e é designado como um edifício listado de Grau I, e um monumento planificado. As ruínas atualmente expostas são aqueles de um grande anfiteatro de pedra, similar aqueles encontrados na Europa Continental, e embora foi grande acreditou-se que um anfiteatro de madeira menor existiu no sítio antes deste, com escavações realizadas em 1999 revelando um gradeado de madeira na base dos acento. Hoje, apenas a metade norte da estrutura está exposta; a porção sul está coberta por edifícios, alguns dos quais também são patrimônio listado.
O anfiteatro é o maior até agora descoberto na Britânia, e remonta o século I, quando o forte romano de Deva Vitoriosa foi fundado. Há um peculiar mito inglês de que o edifício teria sido principalmente utilizado para treinos e paradas militares; toda a evidência recuperada das escavações mostra que foi utilizado para briga de galo, bull-baiting e esportes de combate, incluindo os clássicos boxe, pále e, provavelmente mais proeminentemente, luta de gladiadores. O poeta Opiano escreveu que os romanos herdaram a paixão grega pela briga de galo, que era realizada "em aniversários [...] como um rito solene", uma consagração, na verdade uma briga de galo sagrada, para lembrar os homens que eles podiam ser "imitadores perpétuos do galo".
Em uso durante grande parte da ocupação romana da Britânia, o anfiteatro caiu em desuso em torno do ano 350. Ele foi redescoberto apenas em 1929, quando um dos muros do edifício foi descoberto durante obras nas imediações. Entre 2000 e 2006, escavações do anfiteatro ocorreram sob coordenação do Concelho da Cidade de Céstria e, após 2004, pelo English Heritage.

## Construção
Acredita-se que o primeiro anfiteatro havia sido uma simples estrutura construída pela II Legião Auxiliar durante sua breve passagem em Céstria em algum momento no final da década de 70, mas foi logo reconstruída pela XX Legião Valéria Vitoriosa quando a II Legião Auxiliar foi realocada para o Danúbio em 86. Este anfiteatro caiu em desuso quanto a XX Legião foi incumbida com a construção da Muralha de Adriano, e após seu retorno cerca de 275, o anfiteatro foi novamente reconstruído.
A estrutura mais recente consistia num elipse em pedra de 12 metros de altura, 98 metros ao longo do eixo maior e 87 ao longo do menor. O eixo maior alinha-se aproximadamente ao longo da linha norte-sul, e as saídas estão localizadas todos sobre os quatro pontos cardeais; em consonância com a maioria dos fortes romanos da época, o anfiteatro foi colocado no canto sudoeste do forte. O anfiteatro poderia facilmente comportar 8 000 assentos, e em torno deles, um generoso complexo de câmaras, estábulos e barracas de comida foram construídas para apoiar os eventos, enquanto um templo para Nêmesis, deusa da retribuição, foi construído na entrada norte da arena. O incomumente grande e desenvolvimento complexo do anfiteatro levou historiadores a especularem que Céstria teria se tornado capital da Britânia romana se tivessem os romanos capturado com sucesso a Irlanda.

## Abandono
Após a partida dos romanos da Britânia, o anfiteatro novamente foi abandonado, e a alvenaria foi eliminada do sítio, deixando apenas uma pequena depressão do centro do local, que foi utilizado para realização de lutas de urso e execuções públicas, e foi posteriormente completamente preenchido pela erosão e rejetos dejetos. Um complexo residencial georgiano conhecido como "Casa Dee" foi construído sobre a extremidade sul da arena, enquanto um condomínio chamado "Casa de São João" foi construído sobre a extremidade norte. Embora todos os registros do anfiteatro foram perdidos, os contornos desfavoráveis do anfiteatro preenchido evitaram que estrada passassem através do sítio, preservando os restos soterrados e permitindo que o sítio fosse posteriormente escavado sem a necessidade de demolição extensiva.

## Redescoberta

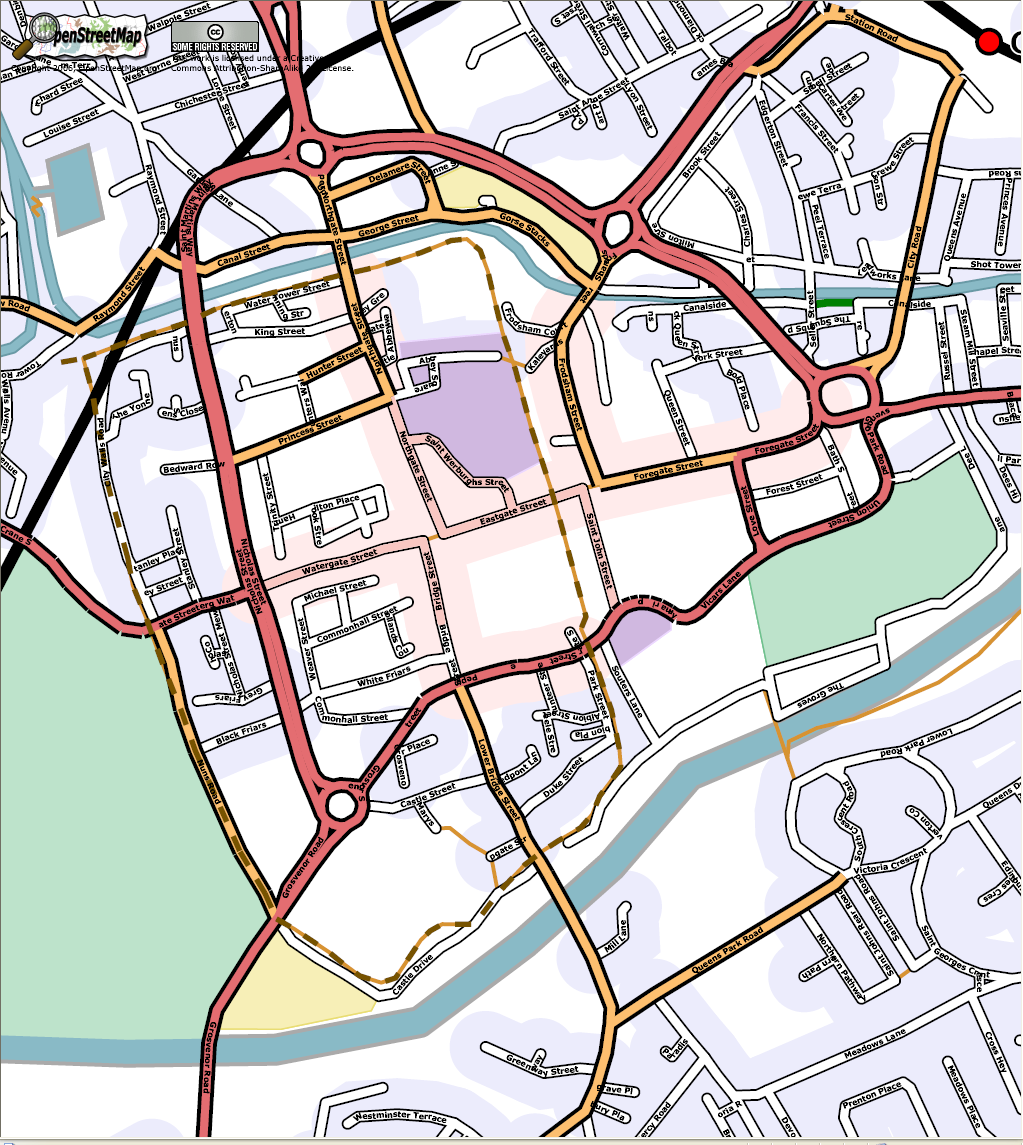
O local do anfiteatro dentro de Céstria, mostrando a estrada curva que cerca o perímetro

Embora a existência de um anfiteatro em Céstria foi especulado por anos, a primeira evidência dele foi descoberta em 1929 quando trabalhos de jardinagem na Casa Dee revelaram uma longa muralha curva. Mais trabalhos revelaram que a estrutura estava amplamente intacta abaixo do chão. Contudo, o sítio do anfiteatro estava coberto por edifícios e situava-se no caminho duma nova via planejada, projetada por ignorar a pista curva estreita que contornou o perímetro.
No entanto, a Sociedade Arqueológica de Céstria concordou em reunir dinheiro suficiente para desviar a nova estrada e escavar a arena. O progresso foi inicialmente devagar; o conselho refutou trocar o curso da estrada à menos que o dinheiro fosse levantado para custear o trabalho de demolição substancial que seria requerido, e não foi até 1933 que a rota da estrada foi finalmente trocada. De modo a custear as escavações, A Sociedade Arqueológica de Céstria comprou a Casa de São João e arrendou-a ao conselho para custear as escavações. A escavação foi inicialmente agendada para 1939, mas foi postergada indefinidamente com a eclosão da Segunda Guerra Mundial.
O trabalho recomeçou em 1957, quando o conselho desocupou a Igreja de São João e o Ministério de Obras ofereceu um subsídio substancial para as obras. Como a Casa Dee ainda estava em uso, apenas a seção norte poderia ser escavada. Uma pequena área foi desenterrada, e o resto reconstruído como um parque de pouca duração, que foi rapidamente removido para permitir mais escavações. Os muros de suporte mal pilhados e danificados foram removidos e marcado com guarnição de concreto e o muro da arena foi escorado com painéis de concreto.
O anfiteatro permaneceu neste estado até 2000, quando o trabalho arqueológico foi recomeçado neste sítio. Entre os achados estavam restos de anfiteatros mais antigos e de uma edificação romana ainda mais antiga existente no sítio. Alguns ossos de animais cozidos e vasos romanos baratos mostrando imagens de combates de gladiadores também foram encontrados, levando a alguns historiadores sugerirem que o sítio era uma dos primeiros locais para produzir lembranças para os espectadores comprarem.
O centro do anfiteatro, uma localização ao lado do rio, é muito valiosa. O Conselho do Condado de Cheshire comprou uma área ao sul da área exposta para o novo Tribunal do Condado de Céstria, a ala norte e estacionamento das quais foram construídas sobre o canto sudoeste da arena. Apesar da insistência do conselho que o tribunal cobrisse a menor área da arena possível, o trabalho foi amplamente impopular com os residentes e a imprensa, especialmente após o apoio prévio do conselho dos projetos de escavação. Em 2007, a metade sul do anfiteatro permaneceu coberta pela Casa Dee e Tribunal do Condado.

## Projeto do Anfiteatro de Céstria
During the summers of 2004 to 2006 excavation was co-directed by Dan Garner (Chester City Council) and Tony Wilmott (English Heritage). Three areas were tackled:
Em janeiro de 2004 o Projeto do Anfiteatro de Céstria foi lançado, em conjunto, financiado e apoiado pelo Concelho da Cidade de Céstria e o English Heritage. Seus objetivos eram a realização de nova escavação e levantamento, para criar um anfiteatro de Céstria e centro de pesquisa e para realizar uma conferência internacional sobre anfiteatros (fevereiro de 2007). Durante os verões de 2004 a 2006 a escavação foi co-dirigida por Dan Garner (Conselho da Cidade de Céstria) e Tony Wilmott (English Heritage). Três áreas foram aparelhada:
- Área A: no quadrante noroeste do dos assentos do anfiteatro, parcialmente escavado nos anos 1960 por Thompson;
- Área B: sul da entrada leste numa área não escavada do quadrante sudeste dos assentos;
- Área C:n no centro da área não escavada da arena.[12]

O trabalho foi assunto dum episódio da série Timewatch da BBC Four e revelou que, a contrário da conclusão desenhado por Thompson que um anfiteatro de madeira precedeu a construção de pedra, dois anfiteatros de pedra separados foram construídos. Nas décadas em torno de 200 o anfiteatro parece ter sido largamente reconstruído, produzindo aproximadamente uma duplicação da capacidade. A nova massiva muralha exterior assentou-se numa fundação de trincheira profunda de 2,7 metros de largura penetrando o alicerce de arenito a uma profundidade de mais de 1,3 metros. Durante as escavações, achados incluíam uma moeda do tempo de Vespasiano, o cabo de osso dum gládio e cerâmica sâmio portando imagens de caçadas e combates.
Após mais descobertas no sítio em 2010, alguns escritores sugeriram que o anfiteatro foi o protótipo a Távola Redonda do Rei Artur, mas o English Heritage, atuando como consultores para o documentário da History Channel no qual a alegação foi feita, declarou que não há base arqueológica para a história.